# La Villeneuve (Saona e Loira)
La Villeneuve è un comune soppresso e frazione del comune francese di Clux-Villeneuve, situato nel dipartimento della Saona e Loira nella regione della Borgogna-Franca Contea.
La Villeneuve è stato un comune indipendente fino al 1º gennaio 2015, quando si è fuso con la commune di Clux per formare il nuovo comune di Clux-Villeneuve.

## Società

### Evoluzione demografica
Abitanti censiti